# Salvelinus killinensis
Salvelinus killinensis es una especie de pez de la familia Salmonidae en el orden de los Salmoniformes.

## Alimentación
Come  larvas de insectos, bivalvos y crustáceos.

## Hábitat
Vive en zonas de aguas  templadas (58°N-57°N, 5°W-4°W).

## Distribución geográfica
Se encuentra en el Reino Unido.